# Piet Retief (miasto)
Piet Retief – miasto, zamieszkane przez 57 428 ludzi (2011), w Południowej Afryce, w prowincji Mpumalanga.
Miasto założyli voortrekkerzy w 1883 roku, zostało nazwane na cześć Pieta Retiefa, burskiego przywódcy, który zginął w potyczce z Zulusami. Leży ono przy granicy z Suazi.